# Pyrrhus din Epirus
Pyrrhus din Epir (scris și Pyrrhos sau Pirus) a fost un rege al moloșilor, populație tracică din regiunea Epir (306 - 302 și 297 - 272 î.Hr.) și al Macedoniei (288 - 284, 273 - 272 î.Hr.). S-a remarcat ca un mare general, cunoscute fiind mai ales luptele sale din sudul Italiei împotriva statului roman. Chemat de orașul-stat Tarent în ajutor împotriva expansiunii romanilor, el a obținut două victorii în luptele cu aceștia, la Heracleia și Ausculum. Pierderile mari în rândul armatei sale din bătălia de la Ausculum l-ar fi făcut pe rege să exclame: "Încă o victorie ca aceasta și suntem pierduți!" De aici vine expresia "Victorie à la Pirus". După noi lupte, care îl poartă și prin Sicilia, regele epirot este înfrânt de romanii conduși de Manius Curius Dentatus în lupta de la Beneventum din 275 î.Hr. și se retrage în patrie. Moare în anul 272 î.Hr. în luptele de stradă din orașul Argos, în timp ce ducea un război împotriva Spartei și Messenei, aliatele rivalului său la tronul Macedoniei, Antigonus al II-lea Gonatas.

## Ascensiunea
Pyrrhus a fost fiul lui Aeacides din Epir și a Phthiei, verișoară a lui Alexandru cel Mare.  Când tatăl său a fost detronat în 317 î.Hr., familia sa a fost nevoită să se refugieze la curtea unui rege ilir, Glaukias.
În 306 î.Hr., sprijinit de Glaukias, recuperează tronul tatălui său, ocupându-l pentru patru ani când va fi detronat de inamicul său Cassandru. Astfel,  se implică în războiul dintre diadohi de parte cumnatului său Demetrius I al Macedoniei. În 298 î.Hr.  este trimis ostatic la Alexandria, ca asigurare a păcii dintre Macedonia  și Egiptul ptolemeic, unde se căsătorește cu fiica vitregă a lui Ptolemeu I Soter.
Cu ajutorul Egiptului, ocupă tronul Epirului în 297 î.Hr. În 286 ocupă tronul Macedoniei pentru doi ani cănd va fi detronat de Lisimah.

## Războiul cuRepublica Romană

Războiul piric cu romanii

În 281 î.Hr., Roma devenise o mare putere, putând supune toată Magna Graecia, după ce atacase Tarentul. Locuitorii orașului grec au cerut sprijinul lui Pyrrhus în războiul anti-roman.
Încurajat de oracolul din Delphi, acesta încheie o alianță cu Macedonia, ca în 280 î.Hr. să debarce în Italia cu dorința de a edifica un imperiu.
Pentru a supune Roma, acesta a strâns o armată formată din 3.000 de cavaleriști, 2.000 de arcași, 500 de prăștiași, 20.000 de infanteriști și 20 de elefanți de război, în timp ce Epirul era protejat de un contingent egiptean.
În 280, în bătălia de la Heraclea, îi înfrânge pe romanii conduși de consulul Publius Valerius Laevinus mulțumită superiorității cavaleriei și elefanților de război, unde au murit 7.000 de romani și 4.000 de greci. Această victorie i-a atras de parte sa pe Lucani, Bruttii, Mesapieni și orașele elene Crotone și Locri. Pyrrhus și-a petrecut iarna în Campania, ca în 279 î.Hr. să invadeze Apulia, unde îi va înfrânge pe romanii conduși de consulul Publius Decius Mus în bătălia de la Asculum.

## Rege alSiciliei
În 278 î.Hr. își transferă oastea în Sicilia la rugămințiile cetăților grecești, unde se proclamă rege al Siciliei, deși putea să devină regele Macedoniei, deoarece tronul rămâsese vacant după moartea regelui macedonean.
A avut planuri pentru fii săi, ca aceștia să controleze Sicilia și poate întreaga Italie. Cetățile cartagineze i se alătură după ce o înfrânge pe cea mai puternică, fortăreața Eryx.
În urma negocierilor dintre Cartagina și Pyrrhus din 276 î.Hr., se hotărăște ca Marea Libiei să devină graniță între greci și cartaginezi, stabilindu-se relații de prietenie. Cetățiile grecești s-au opus acestui armistițiu, iar Pyrrhus a fost nevoit să rupă pacea și să asedieze puternica cetate cartagineză Lilybaeum (în prezent, orașul Marsala), din vest Siciliei. După două luni de asediu nereușit, acesta se hotărăște să blocheze portul fortăreței, cerând sicilienilor bani și forța de muncă. Cererile continue ale regelui Epirului îi nemulțumește pe grecii de pe insulă, Pyrrhus văzându-se nevoit să instaureze o dictatură militară, plasând garnizoane în fiecare oraș sicilian.
Aceste acțiuni nepopulare i-au obligat pe greci să facă front comun cu cartaginezii, care vor trimite o oaste împotriva dictatorului grec, dar aceasta va fi înfrântă.

## Retragerea
Acesta va părăsi Sicilia îndreptându-se spre Italia, după ce a aflat că dintre toate cetățile doar Tarentul a rămas necucerit de către romani.
Cât timp s-a luptat Pyrrhus din Sicilia cu cartaginezii, romanii și-au refăcut oastea cu mii de noi recruți, astfel incât acum armata romană o depășea cu mult pe cea greacă, iar după bătălia de la Beneventum din 275 î.Hr. cu rezultat nedecis, Pyrrhus decide să înceteze campania italiană și să se întoarcă in Epir, pierzând astfel efectiv toate cuceririle din Italia. Totuși, cetatea Tarentum a rămas sub influența Epirului.

## Moartea
Deși campania sa din vest s-a soldat cu pierderi grele pentru oastea si resursele sale financiare, acesta îl atacă pe Antigonus II Gonatas, ocupând ușor tronul Macedoniei.
Un spartan cu sânge nobil, Cleonymus, l-a rugat pe Pyrrhus să-l ajute în ocuparea tronului Spartei, iar acesta a fost de acord cu planul, intenționând să câștige control asupra Peloponez-ului pentru el însuși. Dar rezistența neașteptat de puternică a spartanilor a făcut imposibil acest lucru. În timpul retragerii, și-a pierdut fiul cel mare, Ptolemeu, care comanda ariergarda. Nu a avut mult timp de jelit, căci imediat i s-a oferit o ocazie de a interveni într-o dispută din Argos. Dat fiind că Antigonus II Gonatas se apropia cu oastea, el a intrat pe furiș cu armata sa în Argos, care era în război civil, găsind însă acolo trupe ostile. În timpul luptelor confuze de pe străduțele orașului, Pyrrhus este prins în capcană și doborât de pe cal, afectarea șirii spinării din timpul căzăturii paralizându-l, lovitura fatală fiindu-i aplicată de către un oștean macedonean, Zopyrus, care l-a decapitat. Antigonus l-a incinerat cu toate onorurile și i-a trimis fiul supraviețuitor, Helenus, în Epir.
În același an, 272 î.Hr., anul morții regelui Pyrrhus, orașul Tarentum se predă romanilor, la auzul morții acestuia.